# Bibliothèque de Notre-Dame-de-Grâce
 (janvier 2023).

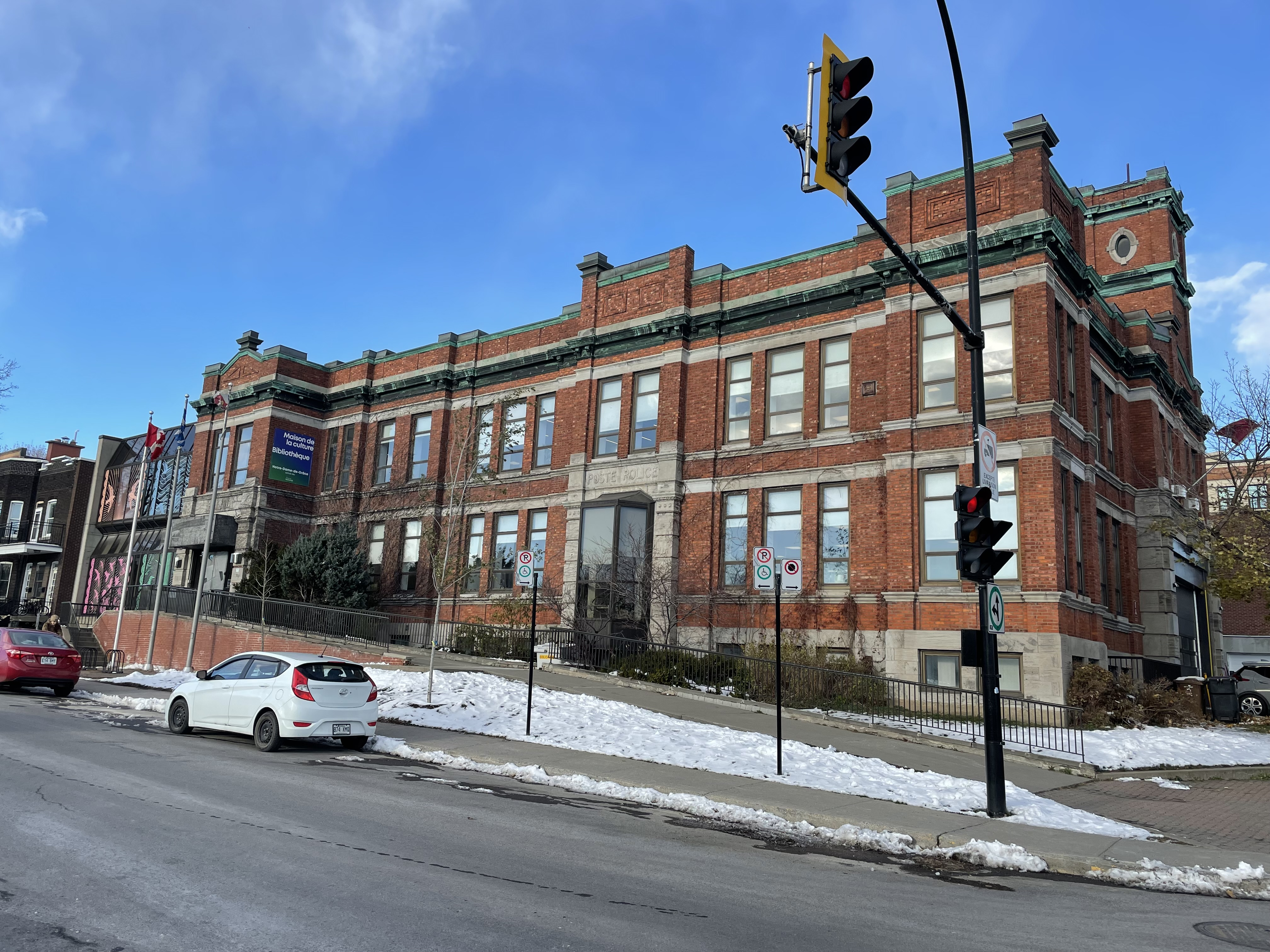
Bibliothèque Notre-Dame-de-Grâce située au 3755, rue Botrel à Montréal.

La bibliothèque de Notre-Dame-de-Grâce est une bibliothèque de Montréal de l'arrondissement Côte-des-Neiges-Notre-Dame de-Grâce.

## Description
La bibliothèque est située à l'angle de la rue Botrel et de l'avenue Notre-Dame-de-Grâce depuis 1984, dans un immeuble patrimonial construit en 1911 où se trouvait à l’origine un poste de police et qui abrite également la maison de la culture de Notre-Dame-de-Grâce ainsi que la bibliothèque Fraser-Hickson au sous-sol. Cette dernière se situait à l'angle des rues Kensington et Somerled jusqu'à sa fermeture en 2007.  
Les portes d’entrée de l’immeuble, en aluminium coulé à incrustation de verre clair et coloré, sont l’œuvre de la sculptrice montréalaise Sylvie Rochette. Un ascenseur et une rampe d’accès à l’extérieur rendent la bibliothèque accessible aux fauteuils roulants ainsi qu’aux poussettes. Les commodités disposent de tables à langer. D’importantes rénovations ont été apportées en 2021 afin de réaménager les espaces pour une meilleure circulation, d’aménager de nouveaux comptoirs d’accueil et d’installer des dispositifs d’affichages numériques ainsi qu'un robot de retour automatisé.

## Services
La bibliothèque offre de nombreux postes informatiques, une connexion à internet sans fil gratuite et un service de prêt de tablettes pour utilisation sur place. Elle compte aussi une grainothèque ainsi qu'un dépôt de piles et de petits appareils électroniques. Elle propose le prêt entre bibliothèques et le service de prêt de livres à domicile aux personnes âgées ou à mobilité réduite de l'arrondissement, leur permettant ainsi d'emprunter des documents (livres, livres-audio, CD, DVD, périodiques ou jeux vidéo) sans avoir à se déplacer.

## Collections
La bibliothèque compte 58 511 documents imprimés : 28 602 documents jeunesse et 29 815 documents pour adultes en 2022 et les usagers ont également accès aux livres numériques des bibliothèques de Montréal (qui compte 47 823 livres numériques et 1 401 livres audios). Comme les autres bibliothèque publiques de la ville, elle utilise le catalogue Nelligan qui permet aux usagers de rechercher des documents, sur place ou à distance, et de les repérer dans la bibliothèque mais aussi d'accéder à leur dossier, de réserver des documents et d'en renouveler les emprunts.